# 新雷克納區
新雷克納區（西班牙語：Distrito de Nueva Requena），是秘魯的一個區，位於該國東部烏卡亞利大區的波蒂略上校省，始建於1994年9月13日，面積1,857.82平方公里，海拔高度138米，2005年人口5,312，人口密度每平方公里2.9人。